# Yelena Petrova
Yelena Vladímirovna Petrova –en ruso, Елена Владимировна Петрова– (Leningrado, 13 de octubre de 1966) es una deportista rusa que compitió para la URSS en judo.
Participó en los Juegos Olímpicos de Barcelona 1992, obteniendo una medalla de bronce en la categoría de –61 kg. Ganó una medalla de plata en el Campeonato Mundial de Judo y una medalla de bronce en el Campeonato Europeo de Judo de 1992.

## Palmarés internacional
| Representando a la URSS           |                       |                   |           |
| Campeonato Mundial                |                       |                   |           |
| Año                               | Lugar                 | Medalla           | Categoría |
| 1989                              | Belgrado (Yugoslavia) | Medalla de plata  | –61 kg    |
| Representando al Equipo Unificado |                       |                   |           |
| Juegos Olímpicos                  |                       |                   |           |
| Año                               | Lugar                 | Medalla           | Categoría |
| 1992                              | Barcelona (España)    | Medalla de bronce | –61 kg    |
| Representando a la CEI            |                       |                   |           |
| Campeonato Europeo                |                       |                   |           |
| Año                               | Lugar                 | Medalla           | Categoría |
| 1992                              | París (Francia)       | Medalla de bronce | –61 kg    |